# J.E. Ohlsens Gade
J. E. Ohlsens Gade er en gade på Østerbro i København mellem Østerbrogade og Nordre Frihavnsgade. Den er knap 250 meter lang.

## Historie
Gaden fik sit navn i 1898 efter Jørgen Ernst Ohlsen (1814-1862) , hvis gartneri lå der. Hans enke drev forretningen videre til 1904. L. Dæhnfeldt A/S overtog firmaet i 1985.
På bar mark byggede Ole Ohlsen (1781-1845) i 1812 ejendommen ”Frederiksminde” med gartneri. Gartneriet blev nedlagt 1904 og flyttede længere og længere ud af byen.  Efter udstykningen gik det forholdsvis hurtigt med at få gaden bebygget med etageejendomme til det bedre borgerskab.
På Københavns museum findes et postkort fra omkring 1900 fra gaden, hvorpå ”Solhuset” og ”Palæhuset” vises.
Der var så mange heste i området, at datidens svar på en benzinstation – en furagehandel med hestefoder – lå i nr. 4 i 1911.

## Kendte bygninger
Nr. 11 og 13 fra 1901 har begge 11 fag til gaden. Bygningerne er i palæstil, som understreges af årstallet på et slags våbenskjold i frontonen bag et duefjendsk net.
Nr. 7 og 9 er fra 1910 og gør sig gældende ved et for danske standarder usædvanligt indgangsparti: Bag et jugendstilsrækværk med blomster, er den tilbagetrukne hoveddør. Altanerne er også specielle i deres rå udformning: Afskærmningen er en plade med huller i. I kælderen boede en skomager, og skiltet ”Til Køkkentrappe” over kældertrappen er nu afdækket. Det viser, at der boede fine folk i opgangen. De fik bragt varer lige til døren af bude og andre tjenende ånder, som bestemt ikke gik op ad den fine hovedtrappe med deres snavsede træsko eller støvler.
For hundrede år siden lå urtekræmmer d’Andrade i nr. 1 lige ved siden af viktualiehandlen Christian Rasmussen. På fjerde sal boede bøssemageren N.P.C. Carlsen. Nr. 3 boede arkitekt Jens Peter Malmberg og violinist Winding. I nr. 9 boede ritmester O.C.H. Müller. I nr. 14 boede premierløjtnant Birkedal-Hansen.
I midten af 1950’erne var der stadig en del handel i gaden. I nr. 1 var der frugthandler C.M. Andreasen og der var plads til endnu frugthandler i nr. 17 "Trekanten Frugthandel". I nr. 11 var der både Østerbros Sycentral skotøjsfabrik og Nordhavn Kul- og Koksforsyning ved Christian Tychsen. I nr. 19 var der både tobakshandel ved La Cour-Mansler og Østerbros Læderhandel ved E. Pedersen.
Beboerne var stadig af det bedre borgerskab, i nr. 5 boede pastor emeritus A. Skettrup, i nr. 4 højesteretsdommer dr. phil. Victor Hansen og grosserer Volmer Ulfstjerne i nr. 14.